# 야시카 16EE

야시카 16EE(Yashica 16 EE)는 1964년 만들어졌다. 이 카메라보다  2년 전 출시된 미놀타 16EE와 디자인과 특성이 매우 비슷하나, 모습이 더 우아하다.